# Gliquidone
Gl Liquidone (INN, được bán dưới tên thương mại Glurenorm) là một loại thuốc chống tiểu đường thuộc nhóm sulfonylurea. Nó được phân loại là một sulfonylurea thế hệ thứ hai. Nó được sử dụng trong điều trị đái tháo đường týp 2. Nó được bán bởi công ty dược phẩm Boehringer Ingelheim (Đức).

## Chống chỉ định
- Dị ứng với sulfonylureas hoặc sulfonamid
- Đái tháo đường týp 1
- Ketoacidosis tiểu đường
- Bệnh nhân đã được cắt bỏ tuyến tụy
- Porphyria cấp tính
- Bệnh gan nặng kèm theo suy gan
- Một số điều kiện (ví dụ, bệnh truyền nhiễm hoặc can thiệp phẫu thuật lớn), khi cần tiêm insulin
- Mang thai hoặc cho con bú [1]

## Dược động học
Gl Liquidone được chuyển hóa hoàn toàn ở gan. Các chất chuyển hóa của nó được bài tiết gần như hoàn toàn với mật (ngay cả khi dùng lâu dài), do đó cho phép sử dụng thuốc ở bệnh nhân tiểu đường bị bệnh thận và bệnh thận đái tháo đường.